# مكنسة تنظيف الحديقة

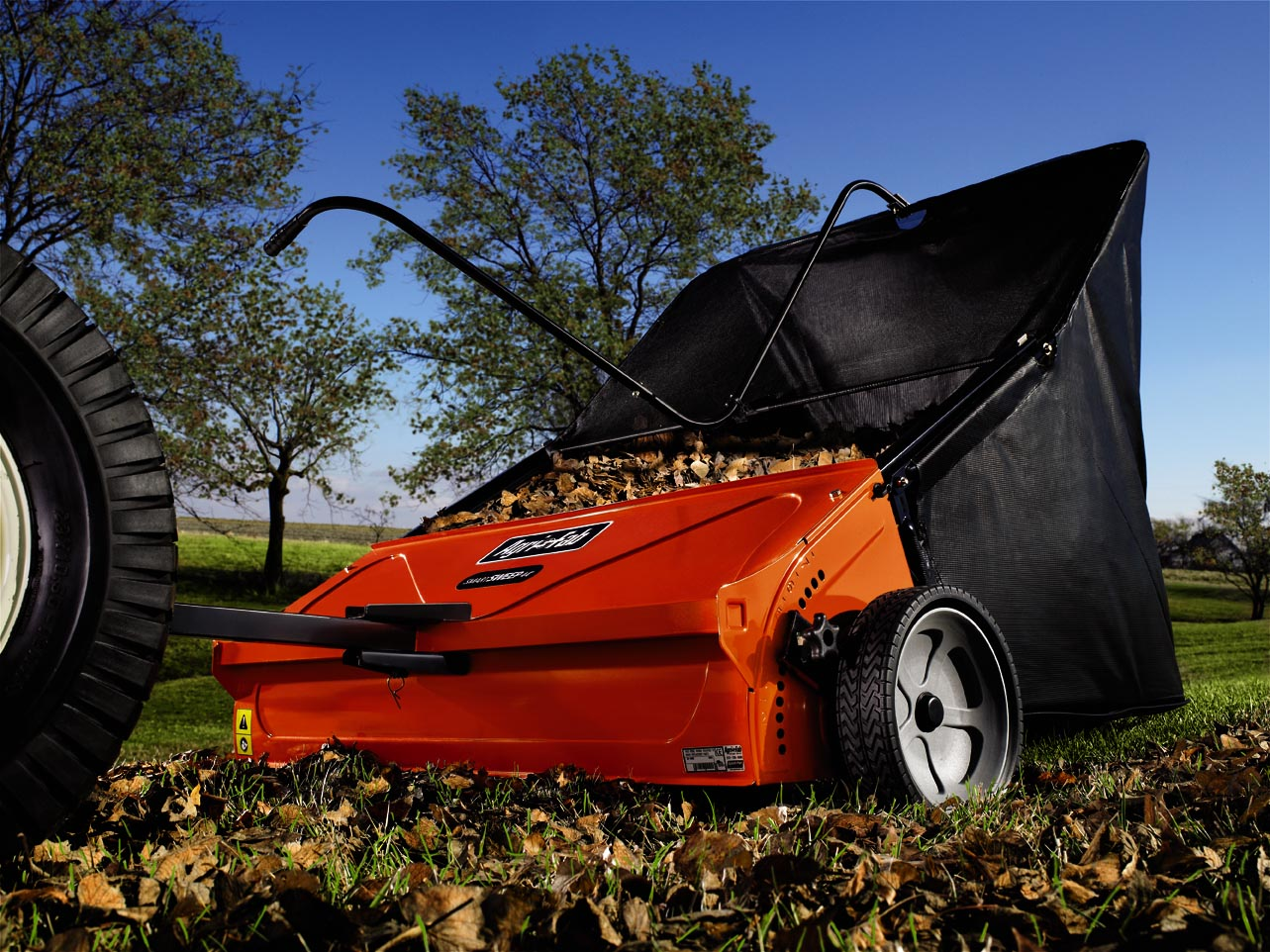
مكنسة تنظيف الحديقة.

مكنسة تنظيف الحديقة هي عبارة عن مكنسة، وتستعمل في تنظيف الحدائق، حيث تقوم بشفط ومخلفات النباتات مثل: الأوراق، والأغصان، والقمامة وغيرها. تشبه آلية عمل مكانس تنظيف الحديقة آلية عمل المكانس الكهربائية، إلى أنها مخصصة لتنظيف نفايات الحدائق، فتكون أقوى وأفضل من المكانس الكهربائية المنزلية.

## بدائل مكانس تنظيف الحدائق
مكانس تنظيف الحدائق هي بديلة لمنفاخ الورق، والتي تستعمل في نفخ الأوراق دون لمها، فلذالك تعد مكانس تنظيف الحدائق أفضل من منفاخات الأوراق.